# 얼래나 애링턴
얼래나 애링턴(Alanna Arrington, 1998년 11월 18일 ~ )은 미국의 모델이다.